# Vilamacolum
Vilamacolum település Spanyolországban, Girona tartományban. Vilamacolum Castelló d’Empúries, Sant Pere Pescador, Torroella de Fluvià és Riumors községekkel határos. Lakosainak száma 376 fő (2024).

## Népesség
A település népessége az elmúlt években az alábbi módon változott:
| Lakosok száma | 90   | 421  | 450  | 357  | 253  | 294  | 322  | 307  | 348  | 376  |
|               | 1717 | 1887 | 1936 | 1960 | 1986 | 2004 | 2009 | 2014 | 2019 | 2024 |